# Ашнаабад (Урмія)
Ашнаабад (перс. آشناآباد) — село в Ірані, входить до складу дехестану Ровзех-Чай у Центральному бахші шахрестану Урмія провінції Західний Азербайджан.